# Chiesa di Santa Maria Assunta (Viareggio)
La chiesa di Santa Maria Assunta o chiesina di Santa Maria Assunta è un edificio di culto cattolico sito nel quartiere Migliarina di Viareggio, sede di parrocchia fino al 2007 e successivamente chiesa sussidiaria.

## Storia
Durante la Seconda Guerra Mondiale, a seguito dello sfollamento di Viareggio, i capanni agricoli del quartiere Migliarina servirono da rifugio ai viareggini. I sacerdoti di San Paolino svolgevano le funzioni in una baracca sita via della Migliarina.
Terminata la guerra, la popolazione chiese di poter mantenere il presidio religioso e tra il 1950 e il 1954 fu realizzata una chiesa in via della Gronda, intitolata a Santa Maria Assunta che diventò parrocchia nel 1965. 

## Descrizione
L’edificio in pietra e mattoni a capanna, molto semplice, ricorda la sua provenienza agricola. Al di sopra del portare d'ingresso si trova una lunetta dipinta.